# Off (videojuego)
Off (estilizado como OFF) es un videojuego de rol en francés lanzado en 2008 por el equipo belga Unproductive Fun Time, formado por Martin Georis ("Mortis Ghost") y Alias Conrad Coldwood. Ha cosechado un número considerable de seguidores por su historia, sus personajes y su atmósfera, sobre todo después de su traducción al inglés, aprobada oficialmente por los fans, en 2011. Trata de una enigmática entidad humanoide conocida como el Bateador, que se describe como una "misión sagrada" para "purificar" el mundo de Off. El Bateador viaja a través de cuatro extrañas Zonas del mundo, revelando más sobre el mundo a medida que el juego avanza.

## Jugabilidad
La jugabilidad de Off es similar a la de los clásicos RPGs. El bateador avanza subiendo de nivel, adquiriendo nuevos miembros del grupo y mejorando sus estadísticas, como el ataque y la defensa, así como ganando habilidades especiales denominadas "competencias". A diferencia de otros juegos similares que funcionan con un sistema basado en turnos, OFF utiliza un sistema en el que un personaje puede atacar una vez que ha pasado un enfriamiento, lo que significa que los enemigos y los jugadores pueden atacarse mutuamente al mismo tiempo. Este sistema sirve para animar a los jugadores a tomar decisiones rápidas en el combate. El jugador puede permitir que el combate se desarrolle de forma automática seleccionando la opción "Auto" durante los encuentros, lo que hará que el bateador y sus complementos actúen sin la intervención del jugador. El sistema de combate también cuenta con un sistema de elementos poco ortodoxo, en el que en lugar de los elementos "clásicos" que se suelen encontrar en los RPG, como el fuego o el hielo, Off utiliza elementos extraños que se consideran más bien materiales: humo, metal, plástico, carne y azúcar.
Hay cuatro Zonas numeradas, etiquetadas del 0 al 3, junto con una quinta zona, La Habitación, en la que tiene lugar el acto final del juego. Las zonas sólo son accesibles una vez que el jugador obtiene sus "tarjetas del zodiaco" asociadas, que se adquieren del guardián de la zona anterior al morir, y el jugador viaja entre ellas a través de un mapa denominado "la nada".
Una característica notable de Off es su inusual número de puzles, que incluyen encontrar una contraseña de varios dígitos e introducirla en un teclado gigante, localizar las páginas de un libro que faltan, o puzles de "repetición de habitación" en los que los jugadores recorren varias instancias de la misma habitación en el orden correcto para escapar.

## Trama
El jugador (que es referido directamente) asume el control del Bateador, un hombre con uniforme de béisbol en una "misión sagrada" para "purificar el mundo". Después de recibir la guía de un gato parlante llamado el Juez, el Bateador comienza a abrirse camino a través de cuatro Zonas, matando a criaturas malévolas parecidas a fantasmas llamadas "espectros" y al Guardián de cada Zona con el fin de "purificar" la Zona. Tras la purificación de cada Zona, se muestran escenas de un niño enfermo llamado Hugo, lo que implica una forma de conexión con la Zona. A lo largo del camino, el bateador se encuentra con Zacharie, un comerciante que le vende objetos y le deja pistas crípticas.
A medida que el bateador avanza en su búsqueda, se revela que las Zonas están vinculadas a la fuerza vital de los Guardianes y que matar a los Guardianes aniquilará toda la vida en las Zonas; este resultado es el verdadero objetivo del bateador. 
El Bateador llega finalmente a una zona llamada la Habitación. Tras una serie de flashbacks que revelan algunos detalles sobre los Guardianes y la naturaleza de la Zona, el Bateador se enfrenta a la Reina, gobernante de todas las Zonas. Ella lo amonesta por la destrucción que ha causado y lo ataca, pero es derrotada.
Después de matar a la Reina, el Bateador encuentra y mata a Hugo, el niño que le hizo nacer a él y a la Reina. El Bateador encuentra entonces un interruptor que le permitirá terminar su misión, pero se enfrenta al Juez. El juez reprende tanto al Bateador como al jugador por engañarle y destruir las Zonas y pide al jugador que le ayude a derrotar al Bateador.
En el final oficial, el jugador se pone del lado del bateador y mata al juez, lo que permite al bateador activar el interruptor. Al hacerlo, aparece el mensaje "The switch is now on OFF" (El interruptor está ahora en OFF), mientras el mundo se desvanece en negro. 
En el final especial, el jugador se pone del lado del juez y derrota al bateador para detener su cruzada. El juez comenta que "Ya no queda nada más que lamentar", pero prefiere este resultado a que el Bateador complete su misión. Durante los créditos del final especial, se ve al Juez caminando solo por las zonas purificadas.
Se puede acceder a un tercer final secreto si el jugador recoge la carta de Aries y juega cualquiera de los finales normales. Este final de broma gira en torno a los llamados "simios espaciales" en una guerra contra alienígenas con forma de cerebro. Los simios espaciales describen su plan para construir fábricas en el mundo ahora sin vida de Off para producir robots capaces de matar a los alienígenas.

## Desarrollo
Georis menciona a Killer7, Final Fantasy y Myst' como inspiraciones para Off.

## Recepción
Off ha sido alabado por su historia, sus personajes y su atmósfera. Heidi Kemps de PC Gamer lo describió como "un RPG memorable e inquietante, repleto de puzles complicados, simbolismo extraño y elementos temáticos desafiantes. " Adam Smith de Rock, Paper, Shotgun lo comparó con Space Funeral.
Una gran base de fans del juego se desarrolló en Tumblr; Off se convirtió en el sexto juego más reblogueado de 2013, siendo los cinco primeros AAA. Off ha sido comparado con la serie Mother, aunque Georis ha declarado que el parecido es casual.
En 2014 se lanzó un fangame, Home.